# Teshome Gelana
Teshome Gelana (* 1985) ist ein äthiopischer Marathonläufer.
Er gewann 2006 den Piacenza-Marathon in 2:17:07 h und 2007 den Miami-Marathon in 2:17:50 h. 2008 gelang ihm eine deutliche Steigerung seines Leistungsniveaus. Er belegte beim Tiberias-Marathon in neuer persönlicher Bestleistung von 2:11:58 h den fünften Platz. Beim Turin-Marathon wurde er Zehnter in 2:13:32 h, und beim Reims-Marathon verbesserte als Achter seinen persönlichen Rekord auf 2:11:50 h.
2009 belegte Gelana beim Barcelona-Marathon den dritten Platz in 2:14:32 h. Außerdem gewann er den Warschau-Marathon in 2:12:03 h und verpasste dabei den Streckenrekord nur um 13 Sekunden. Zu Beginn der Saison 2010 machte er einen erneuten Leistungssprung. Er siegte beim Houston-Marathon in Streckenrekordzeit von 2:07:37 h und unterbot damit seine persönliche Bestleistung um über vier Minuten.